# Stanisław Tarnowski (zm. 1618)
Stanisław Tarnowski herbu Leliwa (ur. przed 1541, zm. 1618) – miecznik koronny, kasztelan sandomierski i radomski, starosta stopnicki w latach 1586–1618, starosta buski w latach 1588–1595.
Syn Stanisława Tarnowskiego, podskarbiego wielkiego koronnego i Barbary Drzewickiej. Miał 6 sióstr.
Pełnił obowiązki miecznika koronnego od 1565. W latach 1569–1576 był kasztelanem czechowskim, następnie kasztelanem radomskim (1576–1582). W latach 1582–1618 sprawował urząd kasztelana sandomierskiego. Walczył pod Pskowem i Gdańskiem.
W 1573 potwierdził elekcję Henryka III Walezego na króla Polski.
W 1575 podpisał elekcję Maksymiliana II Habsburga.
Był starostą buskim w latach 1588–1595
W 1589 był sygnatariuszem ratyfikacji traktatu bytomsko-będzińskiego na sejmie pacyfikacyjnym.

## Potomkowie
Poślubił Zofię Ocieską. Z małżeństwa urodziło się 8 dzieci:
- Jan Tarnowski (1569–1601)
- Stanisław Tarnowski
- Joachim Tarnowski (ok. 1571–1652), rotmistrz królewski, wojewoda parnawski, wendeński
- Gabriel Tarnowski (zm. 1628), starosta generalny krakowski
- Michał Stanisław Tarnowski (ok. 1590–1655), kasztelan wojnicki
- Barbara Tarnowska, żona Jana Zamoyskiego, kanclerza wielkiego koronnego
- Zofia Tarnowska, żona Jana Stanisławskiego, starosty szydłowskiego
- Jadwiga Tarnowska, żona Jakuba Potockiego (zm. 1613), kasztelana kamienieckiego.